# Souclin
Souclin est une commune française située dans le département de l'Ain, en région Auvergne-Rhône-Alpes.
Ses habitants s'appellent les Souclinois.
La commune est composée du bourg de Souclin, de Soudon et du hameau de Fay.

## Géographie
Village situé sur les pentes du mont Falcon.

### Climat
Pour des articles plus généraux, voir Climat d'Auvergne-Rhône-Alpes et Climat de l'Ain.
En 2010, le climat de la commune est de type climat de montagne, selon une étude du CNRS s'appuyant sur une série de données couvrant la période 1971-2000. En 2020, Météo-France publie une typologie des climats de la France métropolitaine dans laquelle la commune est exposée à un climat de montagne ou de marges de montagne et est dans la région climatique Alpes du nord, caractérisée par une pluviométrie annuelle de 1 200 à 1 500 mm, irrégulièrement répartie en été.
Pour la période 1971-2000, la température annuelle moyenne est de 9,6 °C, avec une amplitude thermique annuelle de 17,1 °C. Le cumul annuel moyen de précipitations est de 1 426 mm, avec 11,3 jours de précipitations en janvier et 8,2 jours en juillet. Pour la période 1991-2020, la température moyenne annuelle observée sur la station météorologique de Météo-France la plus proche, sur la commune de Bénonces à 7 km à vol d'oiseau, est de 8,2 °C et le cumul annuel moyen de précipitations est de 1 723,5 mm,. Pour l'avenir, les paramètres climatiques de la commune estimés pour 2050 selon différents scénarios d'émission de gaz à effet de serre sont consultables sur un site dédié publié par Météo-France en novembre 2022.

## Urbanisme

### Typologie
Au 1er janvier 2024, Souclin est catégorisée commune rurale à habitat dispersé, selon la nouvelle grille communale de densité à 7 niveaux définie par l'Insee en 2022.
Elle est située hors unité urbaine. Par ailleurs la commune fait partie de l'aire d'attraction de Lagnieu, dont elle est une commune de la couronne,. Cette aire, qui regroupe 3 communes, est catégorisée dans les aires de moins de 50 000 habitants,.

### Occupation des sols
L'occupation des sols de la commune, telle qu'elle ressort de la base de données européenne d’occupation biophysique des sols Corine Land Cover (CLC), est marquée par l'importance des forêts et milieux semi-naturels (67,7 % en 2018), une proportion identique à celle de 1990 (67,7 %). La répartition détaillée en 2018 est la suivante : 
forêts (67,6 %), zones agricoles hétérogènes (20,1 %), prairies (12,2 %), milieux à végétation arbustive et/ou herbacée (0,1 %).
L'évolution de l’occupation des sols de la commune et de ses infrastructures peut être observée sur les différentes représentations cartographiques du territoire : la carte de Cassini (XVIIIe siècle), la carte d'état-major (1820-1866) et les cartes ou photos aériennes de l'IGN pour la période actuelle (1950 à aujourd'hui).

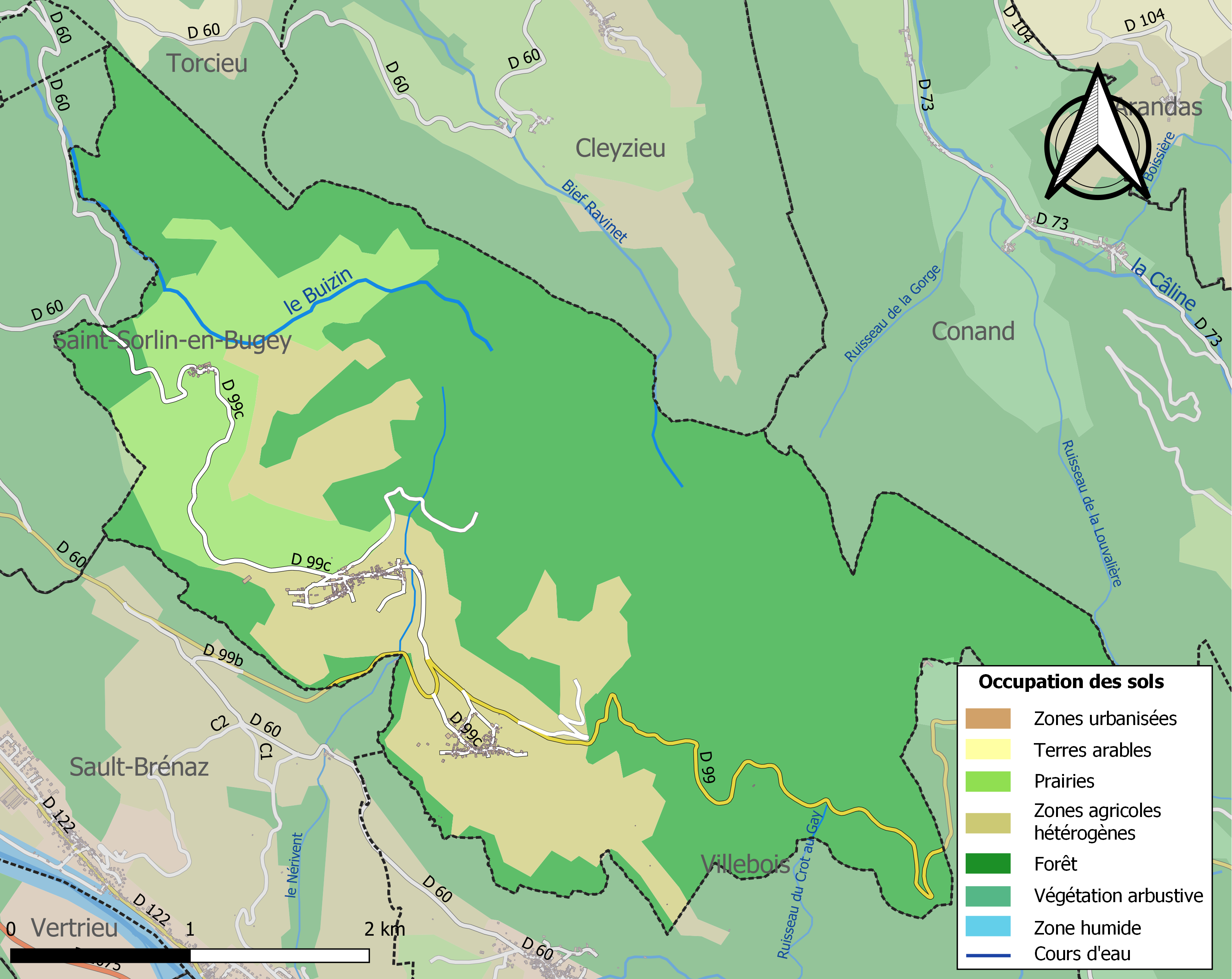
Carte des infrastructures et de l'occupation des sols de la commune en 2018 (CLC).

## Toponymie
1. Appellations anciennes
  - Souclin (1220)
  - Ad turillos de Souclin (1228)
  - Apus Souclinum et Soudonum (1494)
  - De Solduno (1141)
  - De Exoudon (1220)
  - Villa de Soudons (1272)
  - De Soudone (1389)

## Histoire

### Église
Il s'agit de la seconde église, la première ayant été bâtie pratiquement en même temps que la Chartreuse de Portes (1117).
Cette église est dédiée à saint Cyr. En 1392, Jean Richod a été condamné à payer 8 florins d'amende pour avoir dérobé des vieux bois de l'église de Souclin que l’on réédifiait à ce moment-là.
Cette deuxième église de Souclin a probablement duré jusqu'au siècle dernier, 1850 environ, date de construction de l'église actuelle.

## Politique et administration

### Découpage territorial
La commune de Souclin est membre de la communauté de communes de la Plaine de l'Ain, un établissement public de coopération intercommunale (EPCI) à fiscalité propre créé le 15 décembre 2002 dont le siège est à Chazey-sur-Ain. Ce dernier est par ailleurs membre d'autres groupements intercommunaux.
Sur le plan administratif, elle est rattachée à l'arrondissement de Belley, au département de l'Ain et à la région Auvergne-Rhône-Alpes. Sur le plan électoral, elle dépend du  canton de Lagnieu pour l'élection des conseillers départementaux, depuis le redécoupage cantonal de 2014 entré en vigueur en 2015, et de la deuxième circonscription de l'Ain  pour les élections législatives, depuis le dernier découpage électoral de 2010.

### Administration municipale

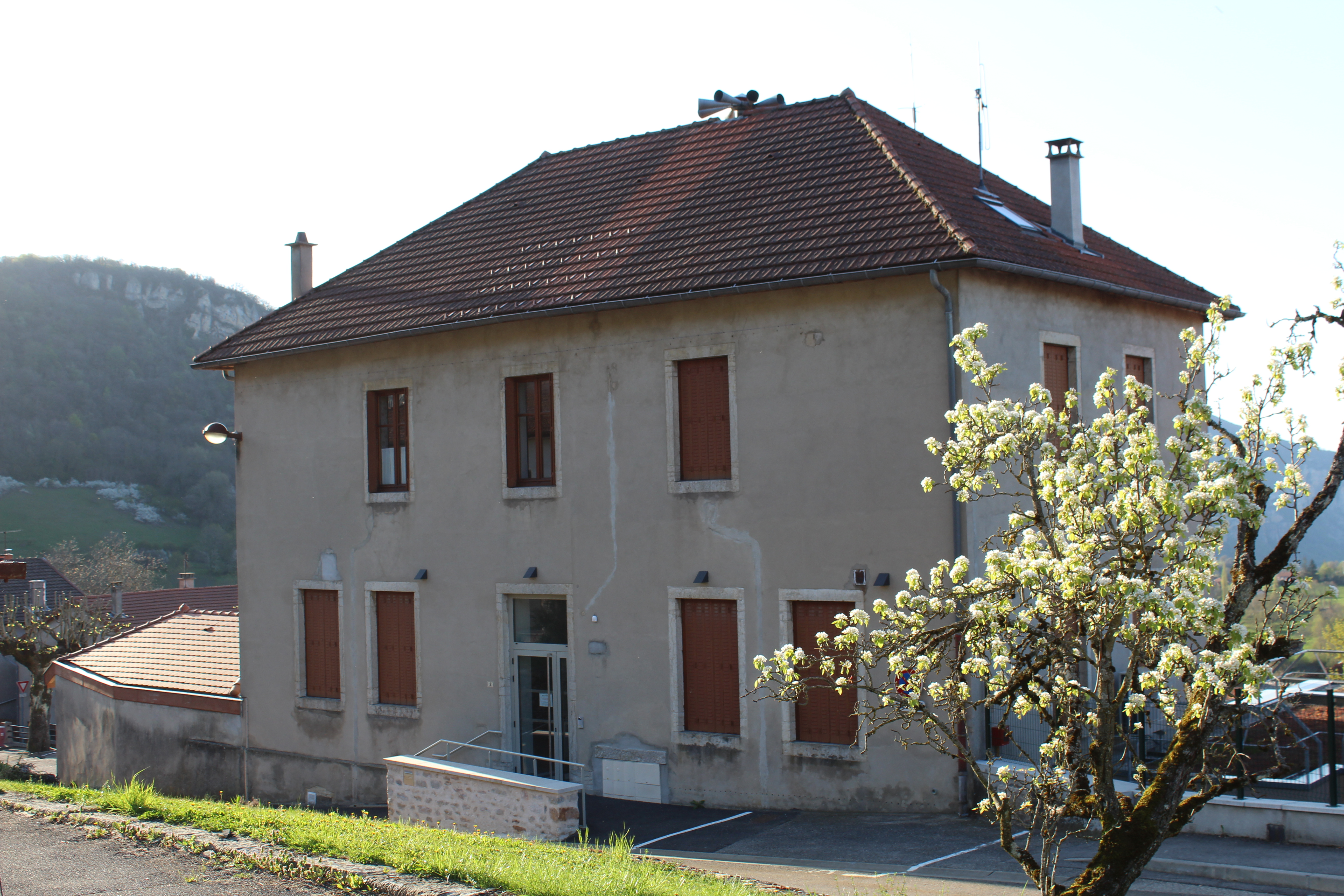
Mairie.

| Période | Période  | Identité         | Étiquette | Qualité  |
| ------- | -------- | ---------------- | --------- | -------- |
| 1971    | 2020     | Albert Bertholet | SE        | Retraité |
| 2020    | En cours | Maud Casella     | SE        |          |

## Démographie
L'évolution du nombre d'habitants est connue à travers les recensements de la population effectués dans la commune depuis 1793. Pour les communes de moins de 10 000 habitants, une enquête de recensement portant sur toute la population est réalisée tous les cinq ans, les populations de référence des années intermédiaires étant quant à elles estimées par interpolation ou extrapolation. Pour la commune, le premier recensement exhaustif entrant dans le cadre du nouveau dispositif a été réalisé en 2006.
En 2022, la commune comptait 263 habitants, en évolution de −1,87 % par rapport à 2016 (Ain : +5,15 %, France hors Mayotte : +2,11 %).
| 1793 | 1800 | 1806 | 1821 | 1831 | 1836 | 1841 | 1846 | 1851 |
| ---- | ---- | ---- | ---- | ---- | ---- | ---- | ---- | ---- |
| 488  | 531  | 559  | 588  | 681  | 619  | 564  | 576  | 627  |

| 1856 | 1861 | 1866 | 1872 | 1876 | 1881 | 1886 | 1891 | 1896 |
| ---- | ---- | ---- | ---- | ---- | ---- | ---- | ---- | ---- |
| 598  | 603  | 589  | 520  | 518  | 485  | 456  | 445  | 423  |

| 1901 | 1906 | 1911 | 1921 | 1926 | 1931 | 1936 | 1946 | 1954 |
| ---- | ---- | ---- | ---- | ---- | ---- | ---- | ---- | ---- |
| 391  | 387  | 362  | 325  | 316  | 297  | 267  | 239  | 208  |

| 1962 | 1968 | 1975 | 1982 | 1990 | 1999 | 2006 | 2011 | 2016 |
| ---- | ---- | ---- | ---- | ---- | ---- | ---- | ---- | ---- |
| 194  | 190  | 190  | 200  | 197  | 221  | 256  | 263  | 268  |

| 2021 | 2022 | - | - | - | - | - | - | - |
| ---- | ---- | - | - | - | - | - | - | - |
| 267  | 263  | - | - | - | - | - | - | - |

## Lieux et monuments
- Église Saint-Cyr.

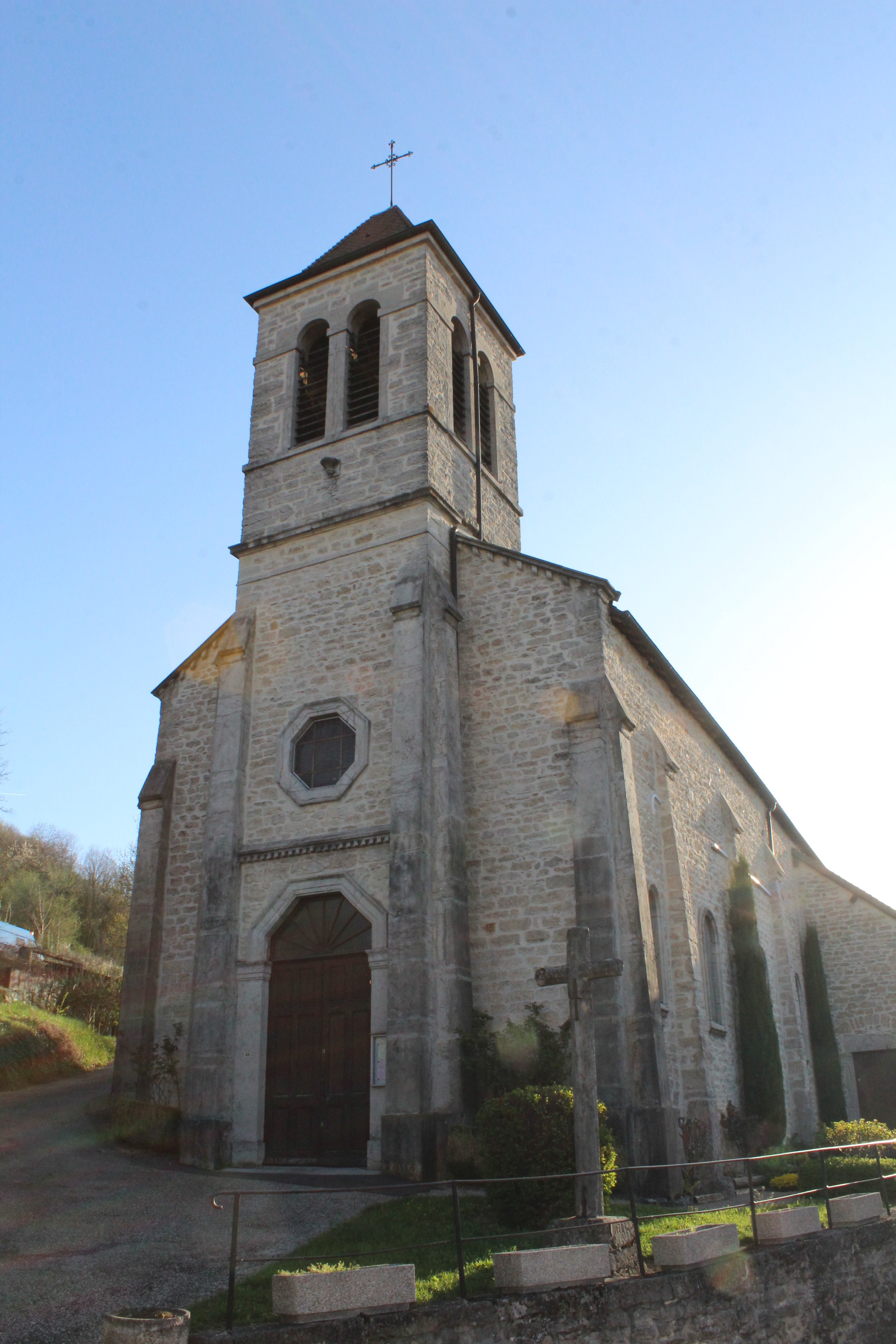
Église Saint-Cyr.

- Le crêt de Pont se trouve sur la commune de Souclin et culmine à 1 059 mètres d'altitude. Il est accessible via le GR 59.
- Aire de décollage pour deltaplane (décollage parapente sur la commune voisine de Saint-Sorlin-en-Bugey) déclarée FFVL et gérée par le club des Ailes du Bugey.
- Salle polyvalente inaugurée le 30 novembre 2013.

## Télévision
- On peut découvrir une partie de la commune de Souclin dans le documentaire « Être maire » de Michel Marié réalisé en 2007 et diffusé sur France 3 Rhône-Alpes.
- Une scène du film L'Horloger de Saint-Paul a été tournée au café restaurant de Soudon. On peut y voir Jean Rochefort et Philippe Noiret.

## Technologie
- Depuis le 5 avril 2013, la commune dispose d'un NRAHD GMUX et est donc desservie en ADSL2+ et VDSL2.
- En février 2014, le SIEA a rendu disponible son réseau FTTH Li@in pour le bourg de Soudon.